# Matúš Kozáčik
Matúš Kozáčik (Dolný Kubín, Eslovàquia, 27 de desembre de 1983) és un futbolista professional eslovac. Juga de porter i el seu actual equip és el FC Viktoria Plzeň de la Gambrinus Lliga de la República Txeca.

## Internacional
Ha estat internacional amb la Selecció de futbol d'Eslovàquia, ha jugat 1 partit internacional.

## Clubs
Mentre Kozáčik jugava al SK Slavia Prague, Leeds United el va portar a judici el desembre de 2006.
| Club                 | País            | Any       |
| -------------------- | --------------- | --------- |
| MFK Kosice           | Eslovàquia      | 2000-2002 |
| Slavia Praga         | República Txeca | 2002-2007 |
| Sparta de Praga      | República Txeca | 2007-2010 |
| Anorthosis Famagusta | Xipre           | 2010-2012 |
| FC Viktoria Plzeň    | República Txeca | 2012-     |